# Santi Vila
Santiago Vila Vicente (Granollers, 15 de marzo de 1973), más conocido como Santi Vila, es un historiador y político español. Diputado en el Parlamento de Cataluña entre 2006 y 2013 y alcalde de Figueras entre 2007 y 2012, ejerció de consejero de la Generalidad de Cataluña en los departamentos de Territorio y Sostenibilidad (2012-2016), Cultura (2016-2017) y Empresa y Conocimiento (2017).

## Biografía

### Primeros años y política municipal
Nació en Granollers el 15 de marzo de 1973. Su padre era un jefe de estación de Renfe de Figueras trasladado por ascenso a Granollers. Estudió en el Colegio La Salle de Figueras, para posteriormente cursar el COU en el IES Alexandre Deulofeu de la misma localidad.
Vila, que comenzó a militar en Esquerra Republicana de Catalunya (ERC) y sus juventudes en 1991 (año en el que concurrió a las elecciones municipales de 1991 en Figueras en el quinto lugar de la candidatura de ERC), estudió Letras en la Universidad de Gerona (UdG), licenciándose en 1995, en la especialidad de Historia. Entre 1995 y 1999 presidió la organización local de ERC en Figueras.
Realizó cursos de Doctorado en la Universidad Autónoma de Barcelona (UAB) y en la de Gerona. Sus estudios encaminados a la elaboración de una tesina, presentada en 1999, sobre la figura del integrista católico Félix Sardá y Salvany fueron dirigidos por Jordi Canal.
Como docente, impartió clases en el colegio de La Salle de Figueras y en las Facultades de Letras y Ciencias Económicas y Empresariales de la Universidad de Gerona donde enseñó historia contemporánea y económica. Ha publicado diversos artículos científicos y de divulgación acerca del integrismo católico en Cataluña y en especial sobre la figura de Félix Sardá y Salvany.
En el ámbito local, Vila fue articulista habitual del semanario Hora Nova y colaboró con artículos de opinión y en tertulias radiofónicas en diversos medios de comunicación. 

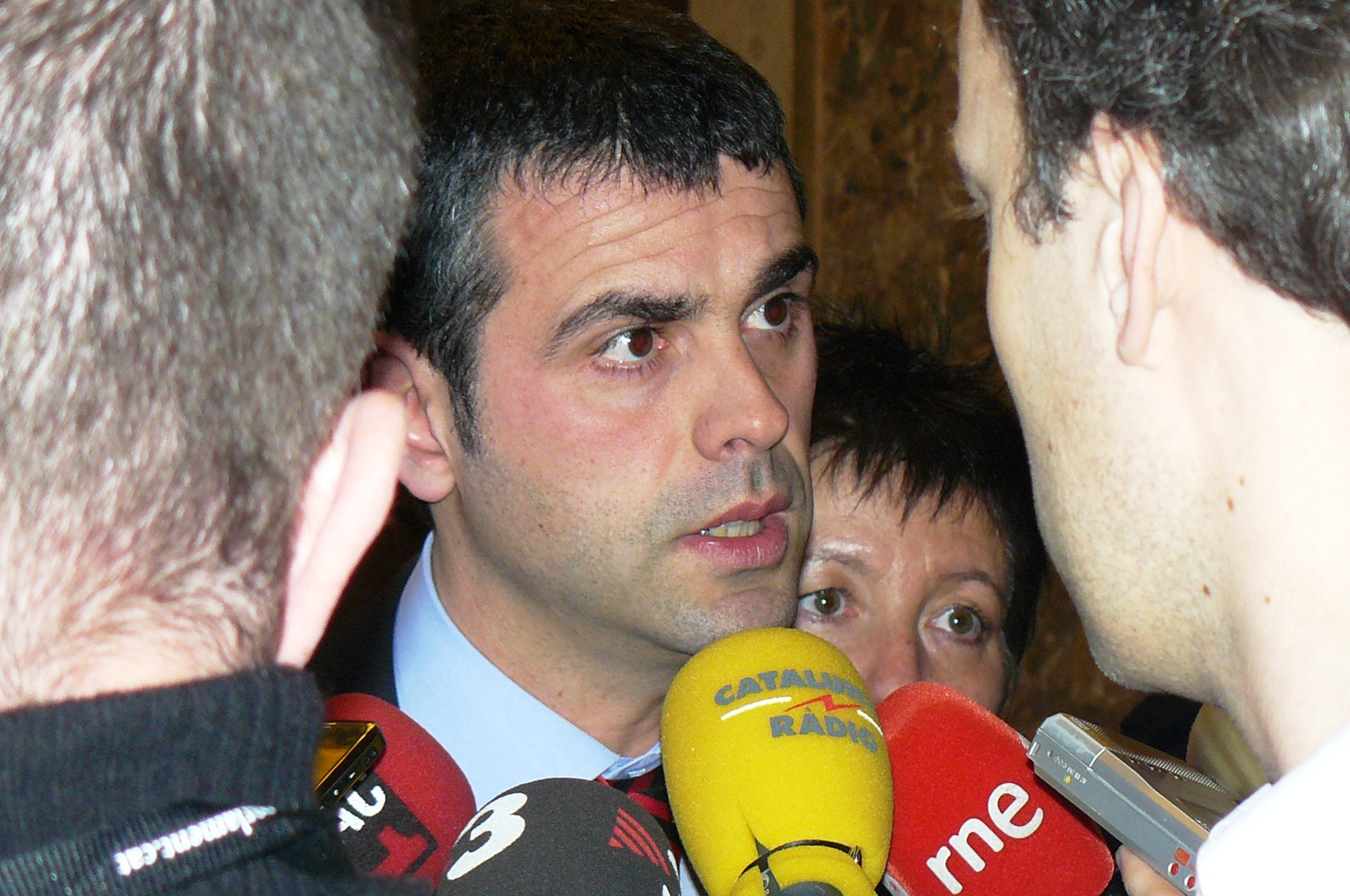
Vila en octubre de 2008

Posteriormente fue escogido en 1999 concejal del Ayuntamiento de Figueras por CiU, fecha en la que también entró a formar parte del Consejo Comarcal del Alto Ampurdán. En el año 2000 ingresó en Convergencia Democrática de Cataluña (CDC). Dentro del consejo comarcal del Alto Ampurdán dirigió el área de Bienestar Social hasta noviembre de 2006, fecha en la que salió elegido diputado en las elecciones del Parlamento de Cataluña de 2006. En 2007 se presentó como candidato a la alcaldía de Figueras en las elecciones municipales y el 16 de junio de ese mismo año fue investido alcalde. Renovó el cargo en 2011, tras obtener la candidatura de CiU la primera mayoría absoluta en la localidad desde la restauración de la democracia. 
En las elecciones al Parlamento de Cataluña de 2010 fue nombrado cabeza de lista de CiU por Gerona, siendo escogido diputado, donde presidió la Comisión de Control de la actuación de la Corporació Catalana de Mitjans Audiovisuals, entre 2010 y 2012. En 2011 volvería a repetir como cabeza de lista por CiU a las elecciones municipales de Figueras, volviendo así a obtener la mayoría absoluta en el Pleno del Ayuntamiento.    
En las elecciones al Parlamento de 2012 repitió como cabeza de lista por Gerona, siendo la única demarcación en la que la formación no perdió ningún diputado respecto a los comicios de 2010.

### Consejero del Gobierno catalán

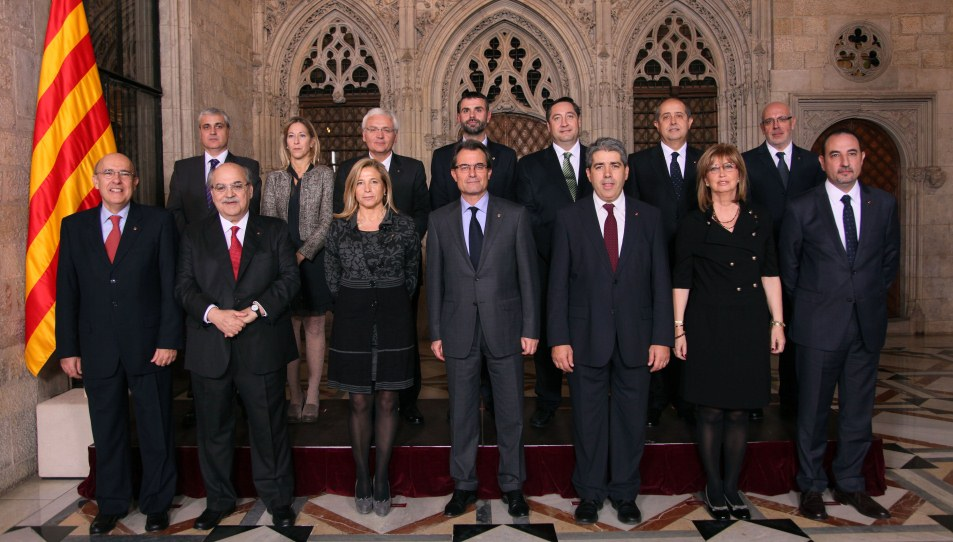
En diciembre de 2012 en una fotografía de grupo del gobierno autonómico presidido por Artur Mas.

Fue entonces cuando el 27 de diciembre de 2012 fue nombrado consejero de Territorio y Sostenibilidad de la Generalidad de Cataluña, motivo por el que dejaría la Alcaldía de Figueras.   
Durante su etapa como Consejero del Departamento de Territorio y Sostenibilidad, renovó el parque móvil de los FGC a la línea del Vallès y la del Anoia, impulsó la L9 del metro de Barcelona, creó el servicio Exprés.cat de autobuses interurbanos, puso en funcionamiento el servicio de la conexión internacional de alta velocidad, incrementó la superficie protegida de algunos Parques Naturales, inauguró el aeropuerto comercial de la Seo de Urgel y puso en funcionamiento el Servicio de Rodalies de Gerona y Tarragona. 
El 13 de enero de 2016 fue nombrado Consejero de Cultura de la Generalidad de Cataluña en el Gobierno del presidente Carles Puigdemont. Durante su mandato ha centrado su principal actividad en las políticas de fomento del hábito de la lectura, el incremento de las aportaciones económicas a las grandes instituciones culturales, el aumento de las ayudas a los creadores y a las industrias culturales o, también, la mayor promoción de la literatura catalana.
En julio del 2017 obtuvo el doctorado en la Universidad Internacional de Cataluña (UIC) con la lectura de una tesis sobre Sardá y Salvany con el título Fèlix Sardà i Salvany, influencer integrista, en temps del sexenni i la restauració, dirigida por Xavier Baró i Queralt.
El 3 de julio de 2017 es nombrado consejero de Empresa y Conocimiento de la Generalidad de Cataluña hasta el 26 de octubre de 2017, día en el que dimite de su cargo debido a las diferencias con el ejecutivo catalán sobre no convocar elecciones, y anunciar esa misma semana la Declaración Unilateral de Independencia. Esta dimisión la anunció por Twitter afirmando: «Dimito. Mis intentos de diálogo nuevamente han fracasado. Espero haber sido útil hasta el último minuto al presidente [Carles Puigdemont] y a los catalanes».

### Causa judicial

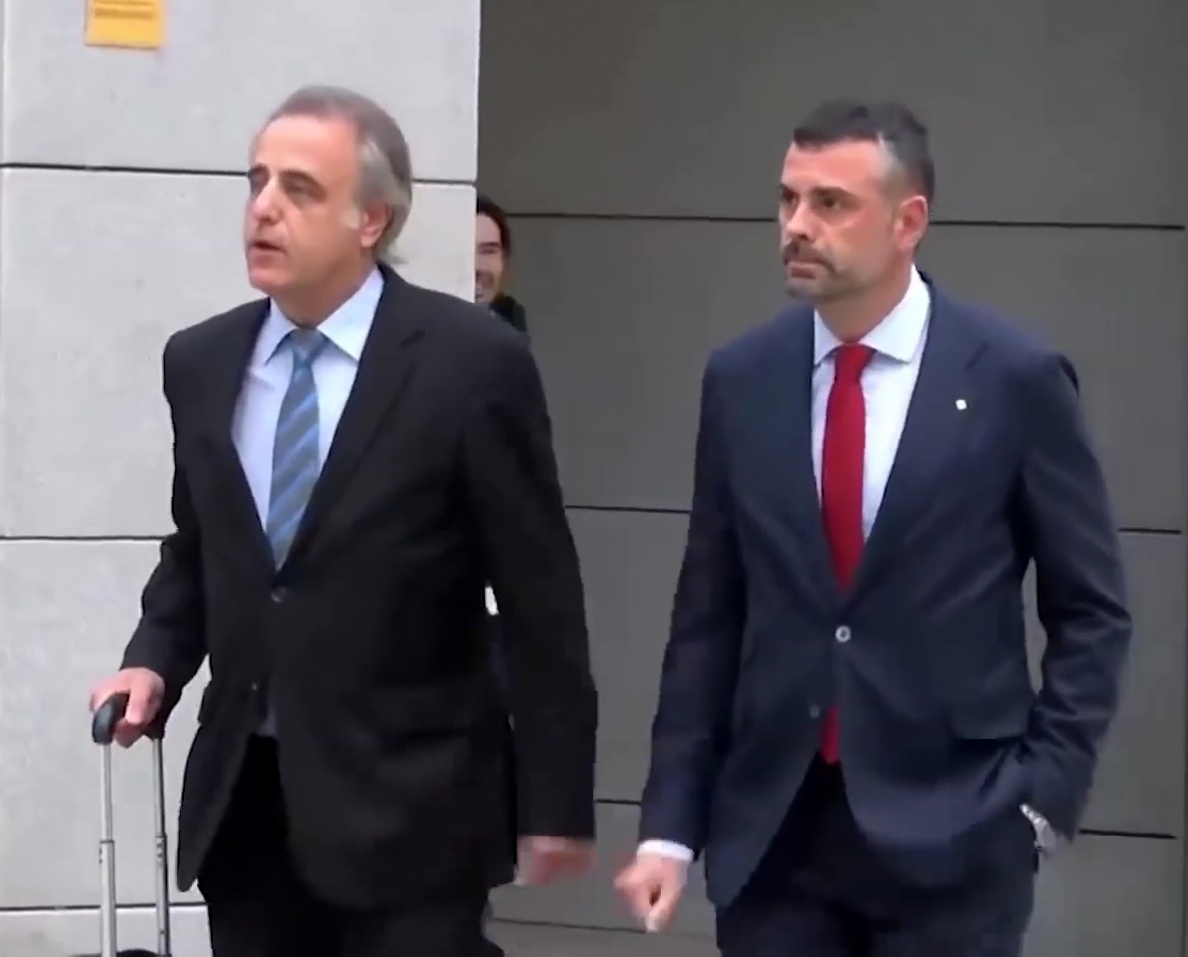
Vila acudiendo a declarar a la Audiencia Nacional en noviembre de 2017.

El 7 de septiembre de 2017 pasó a ser investigado por la Fiscalía del Tribunal Superior de Justicia de Cataluña por presuntos delitos de prevaricación, desobediencia al Tribunal Constitucional y malversación de caudales públicos, tras firmar el Decreto para la convocatoria de un referéndum de autodeterminación, junto con los demás miembros del Gobierno autonómico catalán.[cita requerida] El 8 de septiembre la Fiscalía exigía fianza para garantizar los gastos que pueda causar al erario público, que cifra en 6,2 millones de euros.
El 2 de octubre de 2017 la jueza de la Audiencia Nacional Carmen Lamela en las querellas presentadas por la Fiscalía Superior de Cataluña, por sedición, rebelión y malversación, le impuso una fianza (50 000 €) que le permitirá abandonar el Centro Penitenciario Madrid VII de Estremera en cuanto la haga efectiva, a la vez que decretaba la prisión incondicional para el exvicepresidente de la Generalidad Oriol Junqueras y los exconsejeros Jordi Turull, Raül Romeva, Meritxell Borràs, Joaquim Forn, Josep Rull, Carles Mundó y Dolors Bassa.
Se dio de baja del PDeCAT el 20 de junio de 2018, afirmando que no quería saber nada más de política. El juicio de la Causa Especial 20907/2017 o juicio del procés empezó el 12 de febrero de 2019. 
El lunes 14 de octubre de 2019, la Sala de lo Penal del Tribunal Supremo de España emitió la sentencia sobre los 12 procesados del procés, considerando culpable de delito de desobediencia y otro de malversación, condenando a Vila a 1 año y ocho meses de inhabilitación especial para el ejercicio de cargos públicos electivos y al ejercicio de funciones de gobierno y a 10 meses de multa por un delito de desobediencia.

## Obras publicadas
- M. Àngels Custey (Coord) (Ajuntament de Figueres i Consell Comarcal de l'Alt Empordà, 2000)
- Un camell en el garatge (El Brau edicions, 2003) ISBN 9788495946171
- Elogi de la memòria (Edicions Tres i Quatre, 2004) ISBN 978-84-7502-714-2
- Què pensa Santi Vila, amb Josep Puigbert (Fundació Trias Fargas- Ebe Editor, 2006) ISBN 9788493469504
- Sense límits (El Brau Edicions, 2012) ISBN 9788496905597
- Un moment fundacional, visions des del reformisme modern (Grup 62, Pòrtic 2016) ISBN 9788498093681
- — (2018). De héroes y traidores. Península.[16]

## Premios y distinciones
- 2004: Premio Joan Fuster de Ensayo, por el libro Elogi de la memòria.[6]